# مارک گرانووتر
مارک سنفورد گرانووتر (به انگلیسی: Mark Sanford Granovetter); ‎/ˈɡrænəvɛtər/‎؛ (زادهٔ ۲۰ اکتبر ۱۹۴۳) جامعه‌شناس آمریکایی و استاد دانشگاه استنفورد است. او بیشتر به خاطر نظریه شبکه اجتماعی و جامعه‌شناسی اقتصادی، به ویژه نظریه‌ای در مورد گسترش اطلاعات در شبکه‌های اجتماعی مشهور به استحکام روابط ضعیف (۱۹۷۳) شناخته شده‌است. در سال ۲۰۱۴ گرانووتر توسط تامسون رویترز به عنوان برنده پر استناد معرفی شد و به فهرست برندگان پیش‌بینی شده جایزه نوبل در اقتصاد آن سازمان اضافه شد. داده‌های وب آو ساینس نشان می‌دهد گرانووتر هم اولین و هم سومین مقاله پر استناد جامعه‌شناسی را نوشته‌است.

## تحصیلات
گرانووتر در سال ۱۹۶۵ مدرک لیسانس هنر تاریخ در دانشگاه پرینستون و در سال ۱۹۷۰ دکتری جامعه‌شناسی را در دانشگاه هاروارد گرفت. در هاروارد پژوهش‌های او تحت نظارت هریسون وایت بود.

## شغل و پژوهش
گرانووتر در حال حاضر استاد جوآن باتلر فورد و رئیس گروه جامعه‌شناسی در مدرسه علوم انسانی و علوم دانشگاه استنفورد در استنفورد است. او قبلاً در دانشگاه نورث‌وسترن، دانشگاه ایالتی نیویورک در استونی بروک و دانشگاه جان هاپکینز فعالیت می‌کرد.

### استحکام پیوندهای سست
مقاله گرانووتر با عنوان «استحکام روابط سست» یکی از اثرگذارترین مقالات در علوم اجتماعی است که طبق پژوهشگر گوگل بیش از ۶۰۰۰۰ استناد دارد. (تا تاریخ نوامبر ۲۰۲۱). تز آن این است که پیوندهای سست - آشنایی‌هایی که با بسیاری از دوستی‌های متقابل تقویت نمی‌شوند - به ویژه در جریان اطلاعات بسیار مهم هستند. این به یک ایده اصلی در زمینه شبکه‌های اجتماعی تبدیل شده‌است. در بازاریابی، علم اطلاعات یا سیاست، پیوندهای سست امکان دسترسی به جمعیت و مخاطبانی را فراهم می‌کند که از طریق پیوندهای نیرومند قابل دسترسی نیستند. مفاهیم و یافته‌های این کار بعدها در تک‌نگاری «به‌دست آوردن شغل»، اقتباسی از رساله دکتری گرانووتر در بخش روابط اجتماعی دانشگاه هاروارد، با عنوان: «تغییر شغل: کانال‌های اطلاعات تحرک در یک جمعیت حومه شهر» (۳۱۳ صفحه).
در سال ۱۹۶۹ گرانووتر این مقاله را به مجله بازنگری جامعه‌شناختی آمریکا ارائه نمود ولی رد شد. سرانجام این پژهش پیشگامانه در سال ۱۹۷۳ در نشریه جامعه‌شناسی آمریکا منتشر و پر استنادترین اثر در علوم اجتماعی شد.

### جامعه‌شناسی اقتصادی: تعبیه بودن
در زمینه جامعه‌شناسی اقتصادی، گرانووتر از زمان انتشار مقاله‌ای در سال ۱۹۸۵ که «جامعه‌شناسی اقتصادی جدید» را منتشر کرد، «اقدام اقتصادی و ساختار اجتماعی: مشکل تعبیه‌بودن» پیشرو بوده‌است. این مقاله باعث شد که گرانووتر مفهوم حک‌شدگی شناخته شود، این ایده که روابط اقتصادی بین افراد یا شرکت‌ها در شبکه اجتماعی واقعی تعبیه شده‌است و در یک بازار آرمانی انتزاعی وجود ندارد. مفهوم حک‌شدگی با کارل پولانی در کتاب او دگرگونی بزرگ: پیامدهای سیاسی و اقتصادی و ریشه‌های عصر ما سرچشمه گرفت، جایی که پولانی اظهار داشت که همه اقتصادها در روابط و نهادهای اجتماعی تعبیه شده‌اند. گرانووتر همچنین کتابی به نام جامعه و اقتصاد (۲۰۱۷) منتشر کرد.

### نقاط انحرافی و مدل‌های آستانه
گرانووتر بر روی مدلی از نحوه ایجاد باب روز پژوهش کرده‌است. یک اوباش فرضی را در نظر بگیرید که فرض می‌کنیم تصمیم هر فرد در مورد شورش یا عدم شورش بستگی به کاری دارد که دیگران انجام می‌دهند. محرک‌ها شروع به شورش خواهند کرد، حتی اگر هیچ‌کس دیگری چنین نباشد، در حالی که دیگران باید پیش از شورش، تعداد مهمی از مشکل سازان را ببینند. فرض بر این است که این آستانه به مقداری توزیع احتمال توزیع می‌شود. نتایج ممکن است تا حد زیادی متفاوت باشد، اگرچه شرایط اولیه آستانه ممکن است بسیار کمی متفاوت باشد. این مدل آستانه رفتار اجتماعی پیشتر توسط توماس شلینگ و بعدها توسط کتاب مالکم گلادول نقطه اوج محبوبیت یافت.

### تأثیر امنیتی
کار گرانووتر بر پژوهشگران در امنیت مبتنی بر قابلیت تأثیر گذاشته‌است. فعل و انفعالات در این نظام‌ها را می‌توان با استفاده از نمودار گرانووتر توصیف کرد، که تغییرات در پیوندهای بین اشیاء را نشان می‌دهد.